# Isole Feni
Le Isole Feni sono un gruppo di isole della Papua Nuova Guinea, si trovano ad est della Nuova Irlanda e fanno parte dell'Arcipelago delle Bismarck. Amministrativamente fanno parte del Distretto di Namatanai nella Provincia della Nuova Irlanda appartenente alla Regione delle Isole.
L'isola più grandi sono Ambitle e Babase.

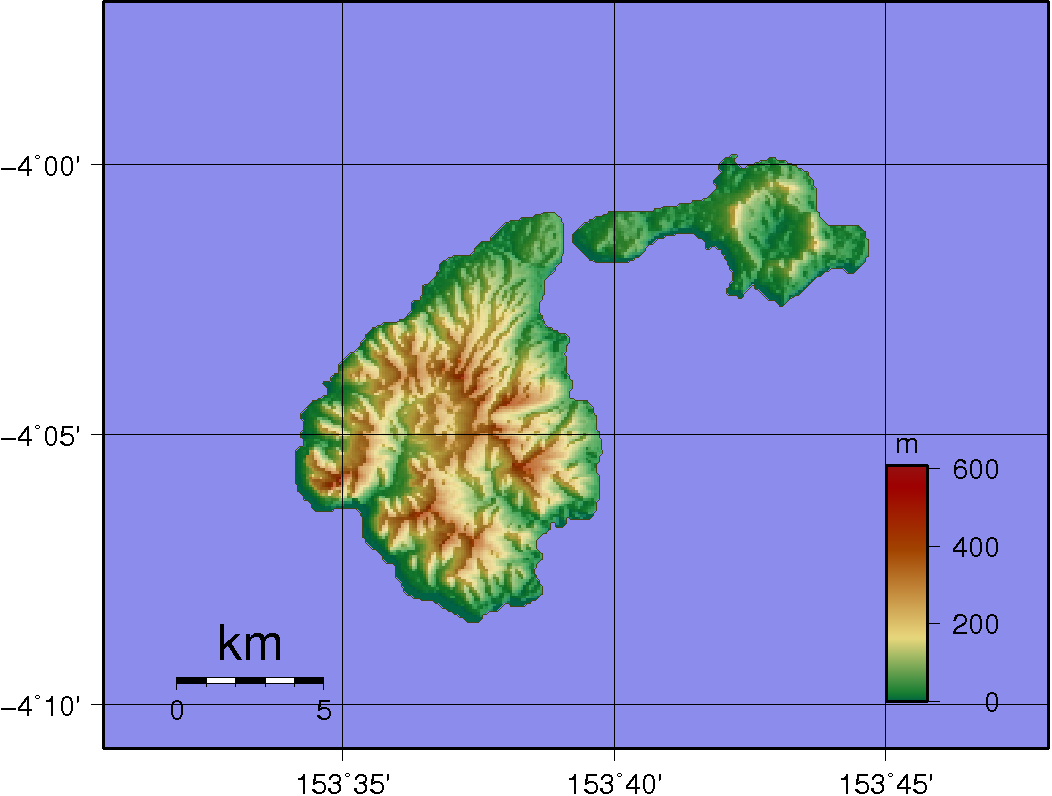
Mappa topografica delle Isole Feni.